# Мбаре, Ба Мамаду
Ба Мамаду Мбаре (1946, Waly Diantang, Горголь, Французская Западная Африка — 11 января 2013, Париж, Франция) — мавританский государственный деятель, председатель Верхней палаты парламента Мавритании (2007—2013), и. о. председателя Верховного государственного совета (апрель—август 2009).

## Биография
Мбаре родился в 1946 году в Вали-Дьянтанг, Горгольский край, деревня на юго-западе Мавритании, на границе с Сенегалом. Получив начальное и среднее образование в Мавритании, он учился в Советском Союзе в Академии сельскохозяйственных наук Украины, расположенной в Киеве, с 1967 по 1973 год и получил степень по ветеринарной медицине. Вернувшись в Мавританию, он был научным сотрудником Лаборатории рыбного хозяйства с 1974 по 1975 год, затем руководителем Лаборатории рыбного хозяйства в Нуадибу и заведующим отделом океанографии и морской биологии с 1976 по 1978 год. Впоследствии он был директором Национального центра океанографических и рыболовных исследований с 1978 по 1980 год. 
В 1973 году окончил сельскохозяйственный институт в Киеве, получив степень в области ветеринарии.
- 1974—1975 гг. — исследователь в лаборатории рыбного хозяйства,
- 1976—1978 гг. — заведующий лабораторией рыбного хозяйства, затем начальник океанографии и морской биологии в Нуадибу,
- 1978—1980 гг. — директор Национального центра океанографических исследований и рыболовства,
- 1980—1981 гг. — советник министра рыболовства и морского хозяйства,
- 1986—2003 гг. — мэр коммуны Вали,
- 2002—2003 гг. — генеральный директор Автономного порта Нуадибу,
- 2003—2005 гг. — министр рыболовства и морского хозяйства, несмотря на этот высокий пост являлся противником президента Тайи.
- 2007 г. — избран в Сенат,
- 2007 г. до своей смерти — председатель Сената,

В августе 2008 года в стране произошел военный переворот, в результате которого был свергнут законно избранный президент Сиди ульд Шейх Абдаллахи и к власти пришла хунта под руководством генерала Мохаммеда ульд Абдель Азиза. В апреле 2009 года глава военной администрации ушёл в отставку с тем, чтобы получить право баллотироваться в президенты, а Мбаре по решению Конституционного совета был назначен исполняющим обязанности председателя Верховного государственного совета. На этом посту он организовал президентские выборы, обеспечив легитимную передачу властных полномочий.